# Lousson Baumgartner-Reinhardt
Lousson Baumgartner-Reinhardt (* 1929 als Henri Baumgartner; † 1992) war ein französischer Jazzgitarrist; der älteste Sohn von Django Reinhardt trat nur gelegentlich auf.

## Leben und Wirken
Baumgartner-Reinhardt ist der Sohn von Reinhardt und seiner ersten Frau, Florine „Bella“ Mayer; die beiden trennten sich jedoch kurz nach der Geburt des Kindes, das in der Familie seiner Mutter erzogen wurde; in der Geburtsurkunde des Kindes stand daher der Nachname des zweiten Gatten seiner Mutter, „Niglo“ Baumgartner. Obgleich sich Vater und Sohn nur bei wenigen Gelegenheiten sahen, brachte ihm Django Reinhardt angeblich das Gitarrespiel bei; er ließ sich 1948 auf einer Tour durch Belgien von ihm begleiten (bei der auch gemeinsame Aufnahmen entstanden).
Baumgartner-Reinhardt lebte auch in den 1950er und 1960er Jahren nomadisch. In Paris war er mit dem Geiger Vivian Villerstein im Studio. Auch spielte er sporadisch in den Bars von Paris, begleitet von Francis-Alfred Moerman. Private Aufnahmen mit seinem Quartett aus dem Jahr 1966 wurden auf den CDs Gipsy Jazz School und Pour que ma vie demeure (Intégrale Django Reinhardt, Vol. 20.) postum veröffentlicht. Auch trat er bei den Festivals auf, die zu Ehren seines Vaters in Samois-sur-Seine stattfanden; so ist er auch in einem Dokumentarfilm über seinen Vater des Dänischen Fernsehens von 1978 zu sehen. Stilistisch war er nicht nur von seinem Vater, sondern ebenso von Wes Montgomery und Jim Hall. beeinflusst. Nachdem er in den 1980er Jahren in Italien lebte, kam er Anfang der 1990er Jahre nach Frankreich zurück.
Der Gitarrist Dallas Baumgartner (* 1981) ist sein Enkel.